# Nick Roach
Nicholas Alexander Roach (Milwaukee, 16 giugno 1985) è un giocatore di football americano statunitense che gioca nel ruolo di linebacker per gli Oakland Raiders della National Football League (NFL). Al college giocò a football alla Northwestern University.

## Carriera professionistica

### San Diego Chargers
Roach firmò come free agent con i San Diego Chargers, dopo non esser stato scelto al draft NFL 2007. Venne svincolato dopo la pre-stagione.

### Chicago Bears
Dopo la parentesi con i Chargers firmò con i Chicago Bears. Debuttò come professionista il 25 novembre 2007 contro i Denver Broncos. Chiuse l'anno da rookie giocando solamente 3 partite con 3 tackle. Nella stagione successiva giocò 14 partite di cui 9 da titolare con 37 tackle e un fumble recuperato.
Nel 2009 giocò 16 partite di cui 15 da titolare con 75 tackle, 2 sack, 3 fumble forzati e uno recuperato. Il 19 aprile 2010 firmò un contratto annuale del valore 1,684 milioni di dollari, scese in campo 15 partite di cui 6 da titolare con 15 tackle e un fumble forzato.
Il 29 luglio 2011 firmò un contratto biennale per un totale di 4,5 milioni di dollari, inclusi 2 milioni di bonus alla firma. Giocò 16 partite di cui 15 come titolare con 38 tackle. Nel suo ultimo anno con i Bears giocò 16 partite di cui 14 da titolare totalizzando 66 tackle, 1,5 Sack, un fumble forzato e uno recuperato.

### Oakland Raiders
Il 15 marzo 2013, dopo essere diventato free agent, Roach firmò con gli Oakland Raiders un contratto quadriennale del valore di 13 milioni di dollari (5 milioni garantiti), inclusi 3,185 milioni di bonus alla firma.. Nella settimana 4 contro i Washington Redskins forzò un importante fumble su Logan Paulsen nelle 45 yard avversarie poi recuperato dal proprio compagno di squadra Kevin Burnett. Nella settimana 6 contro gli imbattuti Kansas City Chiefs mise a segno il suo primo sack stagionale ai danni di Alex Smith. Nella settimana 9 contro i Philadelphia Eagles fece un sack ai danni di Nick Foles. Nella settimana 11 contro gli Houston Texans mise a segno il primo intercetto in carriera ai danni di Case Keenum. Nella settimana successiva contro i Tennessee Titans mise a segno 1,5 sack Ryan Fitzpatrick, in uno dei quali forzò anche un fumble. Nella settimana 13 contro i Dallas Cowboys mise a segno due sack e forzò un fumble su Tony Romo. Chiuse la stagione giocando 16 partite tutte da titolare con 112 tackle (leader della difesa), 5,5 sack, 4 fumble forzati e un intercetto.

## Vittorie e premi

### Individuale
- Brian Piccolo Award: 1

2012
- Difensore dell'anno dei Raiders: 1

2013

## Statistiche
| Partite totali          | 96              |
| Partite da titolare     | 75              |
| Tackle totali           | 346             |
| Sack                    | 9               |
| Intercetti              | 1               |
| Touchdown su intercetti | 0               |
| Fumble forzati          | 9               |
| Fumble recuperati       | 3               |
| Passaggi deviati        | 17              |
| Penalità fatte          | 10 per 119 yard |

Statistiche aggiornate al 4 febbraio 2014